# 1059 Mussorgskia
1059 Mussorgskia är en asteroid i huvudbältet som upptäcktes den 19 juli 1925 av den ryske astronomen Vladimir Aleksandrovich Albitskij. Dess preliminära beteckning var 1925 OA. Den namngavs sedan efter den ryske tonsättaren Modest Musorgskij.
Mussorgskias senaste periheliepassage skedde den 22 mars 2024. Beräkningar tyder på att asteroiden har en rotationstid på ungefär 5,636 timmar.